# Geografia da Escócia

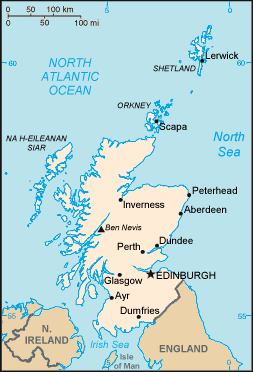
Mapa da Escócia

Ainda que a Escócia seja um país relativamente pequeno, com um território de 78.772 km², sua geografia é altamente variada, desde as Terras Baixas rurais até as Terras Altas e das grandes cidades até as ilhas inabitadas.

## Localização e contexto
A Escócia é parte do Reino Unido, localizado na Europa Ocidental. A Escócia ocupa a terça parte ao norte da ilha da Grã-Bretanha, junto com uma grande quantidade de pequenas ilhas.
A única fronteira por terra da Escócia é com a Inglaterra e segue por 96 km (60 milhas) entre o Rio Tweed na costa leste e o Solway Firth no oeste. A ilha da Irlanda fica a 30 km (20 milhas) da ponta sudoeste da Escócia e a Noruega a 400 km (250 milhas) do nordeste. A Escócia fica entre o Oceano Atlântico e o Mar do Norte.

## Geografia física

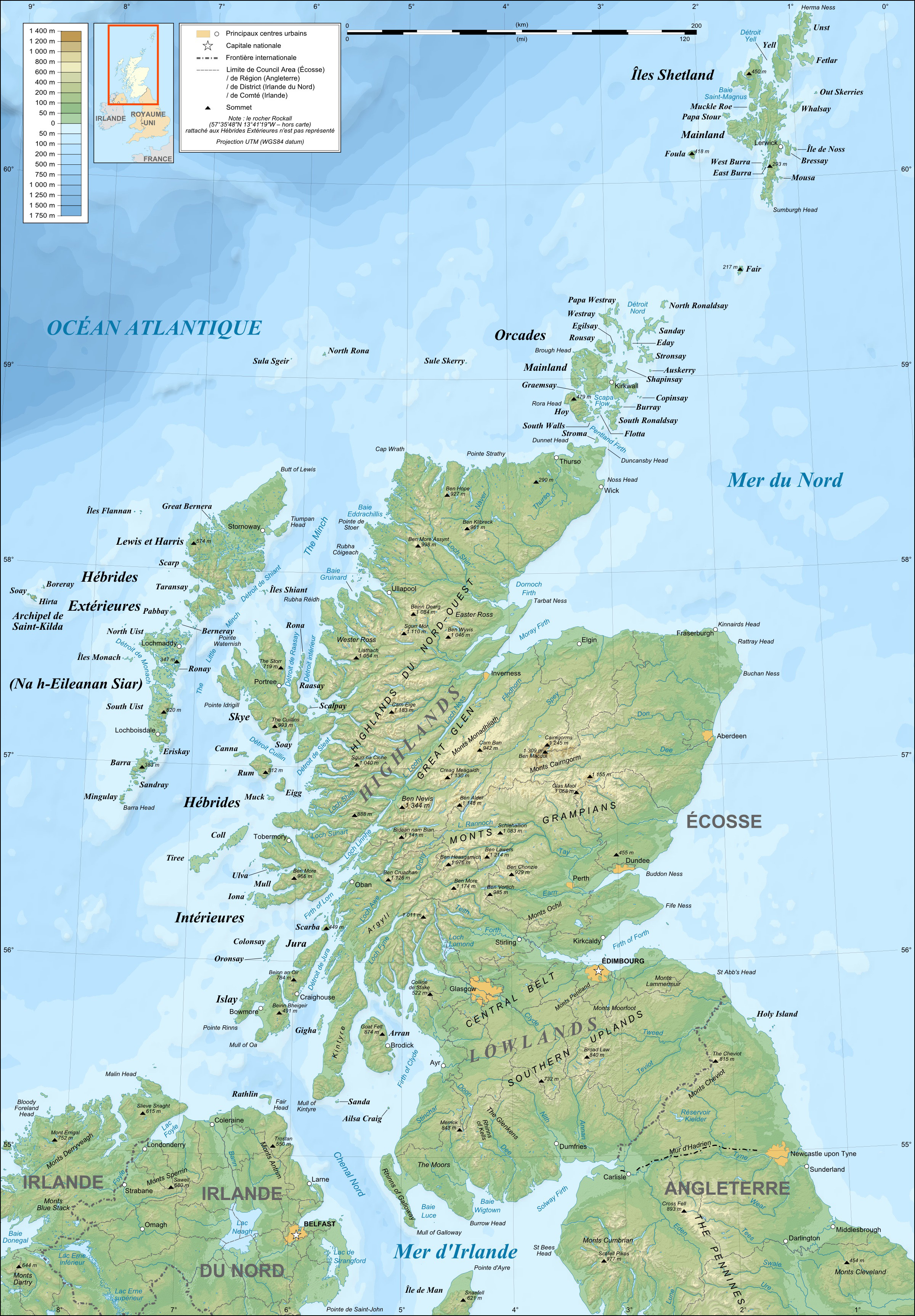
Mapa topográfico da Escócia (em francês).

O território da Escócia é de 78.772 km² (30.414 milhas quadradas), equivalendo a 30% da área de todo o Reino Unido. Possui 9.911 km (6.158 milhas) de costa.
A geomorfologia da Escócia foi formada pela ação de placas tectônicas e subsequente erosão da glaciação. A maior divisão da Escócia é a Highland Boundary Fault, que separa o território em "highland" (para o norte e o oeste) e "lowland" (para o sul e o leste). As Higlands da Escócia são bastante montanhosas e constituem-se no ponto mais alto do Reino Unido.

### Clima
O clima na Escócia é temperado e tende a ser bem variável. É aquecido pela Corrente do Golfo do Oceano Atlântico e, por isso, é bem mais quente que áreas de latitudes semelhantes, como Oslo, na Noruega. No entanto, as temperaturas são geralmente mais baixas que no resto do Reino Unido, com a mais baixa temperatura deste atingindo -27,2°C registrada em Braemar, nas montanhas de Grampian, em 10 de janeiro de 1982 e também em Altnaharra, nas Highlands, em 30 de dezembro de 1995. As máximas no inverno giram em torno de 6 °C nas lowlands, com as máximas do verão por volta de 18 °C. A temperatura máxima registrada foi de 32,9 °C em Greycrook em 9 de agosto de 2003. Em geral, o oeste da Escócia é mais quente que o leste, devido à influência das correntes do Atlântico e as temperaturas superficiais mais frias do Mar do Norte.
De forma semelhante ao restante do Reino Unido, o vento vem principalmente do oeste, trazendo ar quente e húmido do Atlântico. A pluviosidade varia ao longo da Escócia. As terras altas a oeste são o local mais húmido do Reino Unido, com o índice de pluviosidade anual acima de 3.000mm (120 polegadas). Em comparação, a maior parte da Escócia recebe menos de 800mm (31 polegadas) anualmente e as áreas leste e sul do país recebem tanta chuva quando as partes mais secas da Inglaterra. Neve não é comum nas terras baixas, mas torna-se mais comum com a altitude.

### Características geográficas

#### Ilhas
A Escócia tem 790 ilhas, a maioria na costa oeste.

#### Rios
Os dez maiores rios da Escócia, em ordem de extensão, são:
1. Rio Tay 193 km (120 milhas)
2. Rio Spey 172 km (107 milhas)
3. Rio Clyde 171 km (106 milhas)
4. Rio Tweed 156 km (97 milhas)
5. Rio Dee 137 km (85 milhas)
6. Rio Don 132 km (82 milhas)
7. Rio Forth 105 km (65 milhas)
8. Rio Findhorn 101 km (63 milhas)
9. Rio Deveron 98 km (61 milhas)
10. Rio Annan 79 km (49 milhas)

## Geografia humana

### Demografia
No censo de abril de 2001, a população da Escócia era de 5.062.011, pouco menos de 10% do Reino Unido. A densidade populacional é de aproximadamente 64 pessoas por quilômetro quadrado.
Aproximadamente 95 das ilhas da Escócia são habitadas, sendo a mais populosa Lewis, com 16.782 pessoas em 2001. Algumas ilhas pequena têm um só habitante.
A capital da Escócia é Edimburgo. O número de habitantes das seis mais populosas cidades do país, segundo o censo de 2001, era de:
1. Glasgow: 629,501
2. Edinburgo: 430,082
3. Aberdeen: 184,788
4. Dundee: 154,674
5. Inverness: 40,949
6. Stirling: 32,673